# Coleoxestia thomasi
Espèce
Coleoxestia thomasi est une espèce de coléoptères de la famille des Cerambycidae.